# Оттман, Джон
Джон Оттман (англ. John Ottman; род. 6 июля 1964, Сан-Диего, Калифорния) — американский монтажёр, композитор и режиссёр.
Он известен по своему сотрудничеству с режиссёром Брайаном Сингером, где он был монтажёром и композитором в фильмах «Подозрительные лица», «Способный ученик», «Люди Икс 2», «Возвращение Супермена» (оригинальная тема была создана Джоном Уильямсом) и в самом заметном «Операция „Валькирия“». Оттман снова работал с Сингером над фильмом «Люди Икс: Дни минувшего будущего».
Оттман также создал музыку в 2005 году к супергеройскому фильму «Фантастическая четвёрка» и к его продолжению «Фантастическая четвёрка: Вторжение Серебряного сёрфера». Он переделал оригинальную тему из фильма «Хэллоуин» Джона Карпентера для продолжения фильма, «Хэллоуин: 20 лет спустя», и он также работал над фильмом 2007 года «Вторжение» с Дэниелом Крейгом и Николь Кидман. Он также создал музыку к ремейку 2005 года «Дом восковых фигур», и также известному мультфильму «Астробой».

## Фильмография
| Год  | Название                         | Композитор | Монтажёр | Режиссёр           |
| ---- | -------------------------------- | ---------- | -------- | ------------------ |
| 1995 | Подозрительные лица              | Да         | Да       | Брайан Сингер      |
| 1996 | Кабельщик                        | Да         | Нет      | Бен Стиллер        |
| 1998 | Хэллоуин: 20 лет спустя          | Да         | Нет      | Стив Майнер        |
| 1998 | Способный ученик                 | Да         | Да       | Брайан Сингер      |
| 1999 | Лэйк Плэсид: Озеро страха        | Да         | Нет      | Стив Майнер        |
| 2000 | Городские легенды 2              | Да         | Да       | Джон Оттман        |
| 2001 | Парень из пузыря                 | Да         | Нет      | Блэр Хэйс          |
| 2002 | Тыковка                          | Да         | Нет      | Энтони Абрамс      |
| 2002 | Атака пауков                     | Да         | Нет      | Эллори Элкайем     |
| 2002 | 24 часа                          | Да         | Нет      | Луис Мандоки       |
| 2003 | Люди Икс 2                       | Да         | Да       | Брайан Сингер      |
| 2003 | Готика                           | Да         | Нет      | Матьё Кассовиц     |
| 2004 | Сотовый                          | Да         | Нет      | Дэвид Р. Эллис     |
| 2005 | Игра в прятки                    | Да         | Нет      | Джон Полсон        |
| 2005 | Дом восковых фигур               | Да         | Нет      | Жауме Кольет-Серра |
| 2005 | Поцелуй навылет                  | Да         | Нет      | Шейн Блэк          |
| 2005 | Фантастическая четвёрка          | Да         | Нет      | Тим Стори          |
| 2006 | Возвращение Супермена            | Да         | Да       | Брайан Сингер      |
| 2007 | Фантастическая четвёрка 2        | Да         | Нет      | Тим Стори          |
| 2007 | Вторжение                        | Да         | Нет      | Оливер Хиршбигель  |
| 2008 | Операция «Валькирия»             | Да         | Да       | Брайан Сингер      |
| 2009 | Дитя тьмы                        | Да         | Нет      | Жауме Кольет-Серра |
| 2009 | Астробой                         | Да         | Нет      | Дэвид Бауэрс       |
| 2011 | Неизвестный                      | Да         | Нет      | Жауме Кольет-Серра |
| 2013 | Джек — покоритель великанов      | Да         | Да       | Брайан Сингер      |
| 2014 | Воздушный маршал                 | Да         | Нет      | Жауме Кольет-Серра |
| 2014 | Люди Икс: Дни минувшего будущего | Да         | Да       | Брайан Сингер      |
| 2016 | Люди Икс: Апокалипсис            | Да         | Да       | Брайан Сингер      |
| 2016 | Славные парни                    | Да         | Нет      | Шейн Блэк          |
| 2018 | Богемская рапсодия               | Да         | Да       | Брайан Сингер      |

## Награды и номинации
| Премия                                                             | Категория                                 | Год  | Фильм                                     | Итог      |
| ------------------------------------------------------------------ | ----------------------------------------- | ---- | ----------------------------------------- | --------- |
| «Оскар»                                                            | Лучший монтаж                             | 2019 | «Богемская рапсодия»                      | Победа    |
| BAFTA                                                              | Лучший монтаж                             | 1996 | «Подозрительные лица»                     | Победа    |
| BAFTA                                                              | Лучший монтаж                             | 2019 | «Богемская рапсодия»                      | Номинация |
| «Сатурн»                                                           | Лучшая музыка                             | 1996 | «Подозрительные лица»                     | Победа    |
| «Сатурн»                                                           | Лучшая музыка                             | 2004 | «Люди Икс 2»                              | Номинация |
| «Сатурн»                                                           | Лучшая музыка                             | 2006 | «Поцелуй навылет»                         | Номинация |
| «Сатурн»                                                           | Лучшая музыка                             | 2007 | «Возвращение Супермена»                   | Победа    |
| «Сатурн»                                                           | Лучшая музыка                             | 2009 | «Операция „Валькирия“»                    | Номинация |
| «Сатурн»                                                           | Лучший монтаж                             | 2015 | «Люди Икс: Дни минувшего будущего»        | Номинация |
| «Эмми»                                                             | Лучшая музыкальная композиция для сериала | 1999 | «Остров фантазий» (для пилотного эпизода) | Номинация |
| Премия Американского общества монтажёров (American Cinema Editors) | Лучший монтаж кинофильма                  | 1996 | «Подозрительные лица»                     | Номинация |
| Премия Американского общества монтажёров (American Cinema Editors) | Лучший монтаж драматического кинофильма   | 2019 | «Богемская рапсодия»                      | Победа    |